# بخش مهران
بخش مهران یکی از بخش‌های شهرستان بندر لنگه در استان هرمزگان ایران است. مرکز این بخش، شهر لمزان است.

## تقسیمات کشوری
- بخش مهران
- دهستان دژگان
- دهستان مهران

شهر: لمزان

## جمعیت
بر پایه سرشماری عمومی نفوس و مسکن در سال ۱۳۹۵، جمعیت بخش مهران برابر با ۲۰٬۳۲۱ نفر بوده است.